# Antonio Annibale Nasini

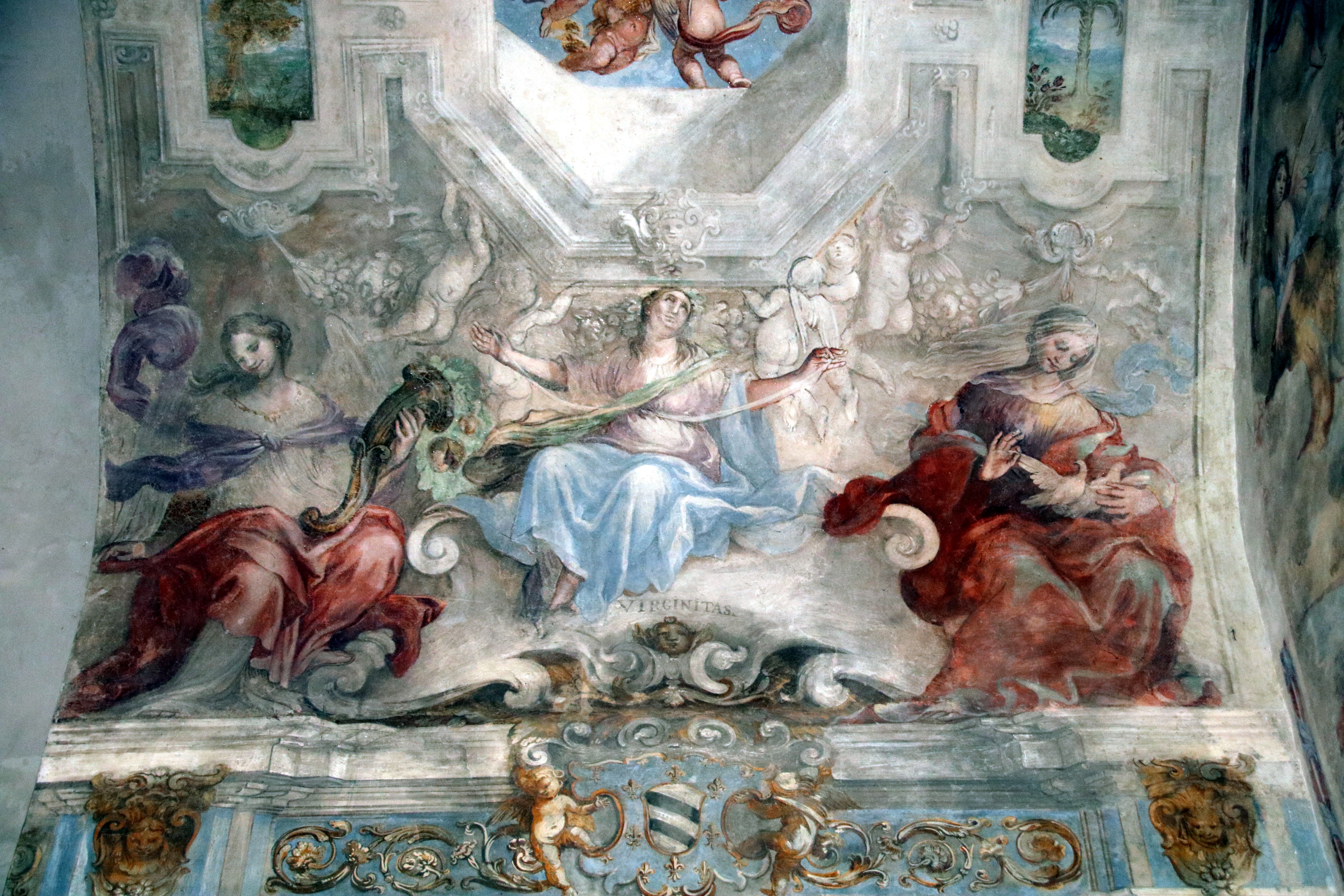
Affreschi di Antonio Annibale e Francesco Nasini nell'abbazia di San Salvatore al Monte Amiata

Antonio Annibale Nasini (Piancastagnaio, 1631 – Castel del Piano, 5 agosto 1668) è stato un pittore italiano, esponente del barocco toscano.

## Biografia
Figlio del pittore Giacomo e di Violante Nocchi, fratello minore di Francesco Nasini, nacque a Piancastagnaio intorno al 1631.
Prese parte ai lavori di abbellimento dell'abbazia di San Salvatore al Monte Amiata insieme al fratello, occupandosi principalmente delle pitture degli arconi (1650) e della cappella del Salvatore (1652-1653). Sempre insieme a Francesco, lavorò nel 1656 a un dipinto nella pieve di Santa Maria Assunta di Piancastagnaio. Ritornò a lavorare presso l'abbazia di San Salvatore nel 1660, firmandosi su uno degli arconi insieme a Francesco. Nel 1665 realizzò una tela della Madonna col Bambino e i santi Giuseppe e Sebastiano per la Compagnia del Santissimo Sacramento e di San Rocco a Campiglia d'Orcia, poi custodita nella chiesa di San Biagio.
Il 3 luglio 1660 sposò Eufrasia Bassi, dalla quale ebbe due figli: Tommaso e Giacomo Francesco, entrambi pittori. Morì il 5 agosto 1668 a Castel del Piano.